# 奥利维娅·卡尔松
奥利维娅·卡尔松（瑞典語：Olivia Carlsson，1995年3月2日—），瑞典女子冰球运动员。她曾代表瑞典国家队参加2018年和2022年冬季奥林匹克运动会冰球比赛，分别获得第七名和第八名。